# Юнипро
ПАО «Юнипро» (ранее — ОАО «Э.ОН Россия», Оптовая генерирующая компания № 4, ОГК-4) — российская энергетическая компания, созданная в результате реформы РАО «ЕЭС России». Штаб-квартира находится в Москве, компания зарегистрирована в Сургуте.

## Собственники и руководство
Уставный капитал на 1 января 2025 года составлял 25,2 млрд рублей. Согласно Указу Президента Российской Федерации № 302 от 25 апреля 2023 года 83,73 % акций ПАО «Юнипро», принадлежащих концерну Uniper SE, переданы во временное управление Федеральному агентству по управлению государственным имуществом (Росимущество).
Рыночная капитализация на 31 декабря 2023 года — 126 034 363 584 руб.
Генеральный директор — Василий Владиславович Никонов.

## История
Компания основана 4 марта 2005 года как ОГК-4. В 2007—2008 годах контрольный пакет акций был приобретен международным энергетическим концерном E.ON, 24 июня 2011 года общее годовое собрание акционеров компании приняло решение о её переименовании в «Э.ОН Россия», 8 июля запись о переименовании была внесена в ЕГРЮЛ.
С 1 января 2016 года после выделения из концерна E.ON новой международной компании Uniper, ОАО «Э.ОН Россия» вошло в ее состав и в июне 2016 года было переименовано в ПАО «Юнипро».
Основной акционер компании Юнипро — концерн Uniper — занимает лидирующие позиции в секторе традиционной генерации электроэнергии. Компания осуществляет свою деятельность на территории стран Европы, в России и ряде других государств мира.
В 2010—2011 годах компания ввела в эксплуатацию 4 новых парогазовых энергоблока общей мощностью 1600 МВт на Сургутской ГРЭС-2, Шатурской ГРЭС и Яйвинской ГРЭС, а также нарастила мощность Березовской ГРЭС на 100 МВт, благодаря проведенной модернизации оборудования. С вводом в эксплуатацию в 2015 году пылеугольного энергоблока мощностью 800 МВт на Березовской ГРЭС компания Э.ОН Россия (с июня 2016 года — ПАО «Юнипро») завершила свою инвестиционную программу, увеличив общую установленную мощность на 2400 МВт.
В 2016 году за счет перемаркировки энергоблоков ПСУ 800 МВт Сургутская ГРЭС-2 официально получила суммарную прибавку мощности в 60 МВт, а в 2019 году СУГРЭС-2 повысила на 10 МВт мощность энергоблока № 8 ПГУ-400 МВт.
В 2017 году на филиале «Яйвинская ГРЭС» проведена модернизация газовой турбины пятого энергоблока ПГУ-400 для увеличения установленной мощности на 24 МВт.
В 2019 году благодаря проведенной модернизации компрессора газовой турбины ПГУ, мощность увеличилась на 6,6 МВт (на данный момент она составляет 400 МВт).
Таким образом в результате строительства новых мощностей и реализованной программы модернизации на сегодняшний день общая установленная мощность ПАО «Юнипро» составляет 11 245 МВт.
9 апреля 2021 года в 07 ч 39 мин по красноярскому времени, на энергоблоке № 3 Березовской ГРЭС завершились испытания под нагрузкой с выдачей электроэнергии в Единую энергетическую систему России. В рамках данной программы были выполнены все необходимые испытания, подтвердившие значение максимальной располагаемой мощности 800 МВт. Испытания показали готовность третьего блока Березовской ГРЭС к эксплуатации. Таким образом ПАО «Юнипро» завершило ремонтно-восстановительные работы на энергоблоке № 3 Березовской ГРЭС после пожара, произошедшего в 2016 году.
В августе 2022 года завершилась модернизация энергоблока ПСУ-830 МВт Сургутской ГРЭС-2. Энергоблок подтвердил проектные технико-экономические показатели, заявленные заводом-изготовителем. По итогам гарантийных испытаний номинальная установленная мощность энергоблока — 830 МВт. Удельный расход теплоты на отпуск электроэнергии — 1833,3 ккал/кВт*час. В период проведения испытаний максимальная электрическая мощность достигала 836 МВт. По итогам модернизации энергоблока снизился расхода топлива на выработку электроэнергии. Удельный расход топлива на отпуск электроэнергии снизился на 2 г.у.т./кВт*час. Важно отметить, что в процессе производства электроэнергии на энергоблоке № 1 снизилось количество вырабатываемых парниковых газов.
На заседании совета директоров ПАО «Юнипро» 28 сентября 2022 была утверждена ESG-стратегия ПАО «Юнипро» на период до 2060 года.
Документ предусматривает развитие ПАО «Юнипро» в долгосрочной перспективе путем последовательного улучшения по всем трем направлениям — экологическому (E), социальному (S) и управленческому (G).

## Деятельность
Численность работающих в 2021 году — 4 355 человек. Выручка в 2021 году — 88 129 млн руб. (+17 %), чистая прибыль в 2021 году — 8 233 млн руб. (-40,1 %).

### Показатели деятельности
В состав компании входят Сургутская ГРЭС-2, Берёзовская ГРЭС (город Шарыпово, Красноярский край), Шатурская ГРЭС, Яйвинская ГРЭС (посёлок Яйва, Пермский край), Смоленская ГРЭС (посёлок Озёрный, Смоленская область).
- В состав ПАО «Юнипро» входят пять тепловых электрических станций общей мощностью 11 320,243 МВт: Сургутская ГРЭС-2 (5722 МВт), Березовская ГРЭС (2420 МВт), Шатурская ГРЭС (1500 МВт), Смоленская ГРЭС (630 МВт), и Яйвинская ГРЭС (1048 МВт). Производство электроэнергии в 2024 году — 56,7 млрд кВт.ч, теплоэнергии — 1982 тыс. Гкал.

Выработка электроэнергии электростанциями, входящими в компанию:
| Выработка электроэнергии, млн. кВтч | 2010   | 2011   | 2012   | 2013   | 2014   | 2015   | 2016   | 2017   | 2018   | 2019     | 2020   | 2021   | 2022   | 2023   | 2024   |
| Сургутская ГРЭС-2                   | 36 623 | 38 829 | 39 967 | 39 850 | 37 886 | 32 836 | 35 746 | 31 963 | 30 437 | 30 189,7 | 27 097 | 28 414 | 30 414 | 32 235 | 30 806 |
| Березовская ГРЭС                    | 9 288  | 11 082 | 10 738 | 10 020 | 9 049  | 8 971  | 7 057  | 6 458  | 5 495  | 6 492    | 4 339  | 4 504  | 10 941 | 10 855 | 10 650 |
| Шатурская ГРЭС                      | 4 112  | 5 893  | 5 185  | 5 311  | 4 969  | 4 899  | 5 306  | 3 849  | 4 669  | 4 137,2  | 4 499  | 6 224  | 6 507  | 6 956  | 8 049  |
| Смоленская ГРЭС                     | 1 928  | 1 809  | 1 966  | 2 030  | 1 713  | 1 950  | 1 557  | 1 500  | 1 512  | 1 387    | 1 450  | 1967   | 1 465  | 1 898  | 1 810  |
| Яйвинская ГРЭС                      | 3 840  | 4 854  | 6 345  | 5 784  | 5 621  | 5 111  | 4 864  | 4 473  | 4 536  | 4 227,4  | 4 362  | 4 125  | 4 626  | 4 603  | 5 431  |
| Юнипро                              | 55 791 | 62 467 | 64 202 | 62 995 | 59 238 | 53 766 | 54 530 | 48 243 | 46 649 | 46 433   | 41 746 | 45 234 | 53 955 | 56 547 | 56 744 |

| КИУМ, %           | 2010 | 2011 | 2012 | 2013 | 2014 | 2015 | 2016 | 2017 | 2018 | 2019 | 2020 | 2021 | 2022 | 2023 | 2024 |
| Сургутская ГРЭС-2 | 84,1 | 85,0 | 81,3 | 81,3 | 77,3 | 67,0 | 72,0 | 64,5 | 61,4 | 60,9 | 54,4 | 57,2 | 61,1 | 64,7 | 61,6 |
| Березовская ГРЭС  | 70,5 | 81,2 | 76,4 | 71,5 | 64,6 | 55,9 | 33,6 | 30,7 | 26,1 | 30,9 | 20,6 | 21,4 | 51,9 | 51,4 | 50,1 |
| Шатурская ГРЭС    | 41,2 | 45,0 | 39,5 | 40,6 | 38,0 | 37,4 | 40,4 | 29,4 | 35,7 | 31,5 | 34,1 | 47,4 | 49,5 | 52,9 | 61,1 |
| Смоленская ГРЭС   | 34,9 | 32,8 | 35,5 | 36,8 | 31,0 | 35,3 | 28,1 | 27,2 | 27,4 | 25,1 | 26,2 | 35,6 | 26,5 | 34,4 | 32,7 |
| Яйвинская ГРЭС    | 73,1 | 71,2 | 70,5 | 64,4 | 62,6 | 56,9 | 53,9 | 49,8 | 49,5 | 46,0 | 47,3 | 44,9 | 50,4 | 50,1 | 59,0 |
| Юнипро            | 73,4 | 73,6 | 70,7 | 69,5 | 65,4 | 58,0 | 55,4 | 49,1 | 47,4 | 47,2 | 42,3 | 42,3 | 54,7 | 57,2 | 57,2 |

## Галерея

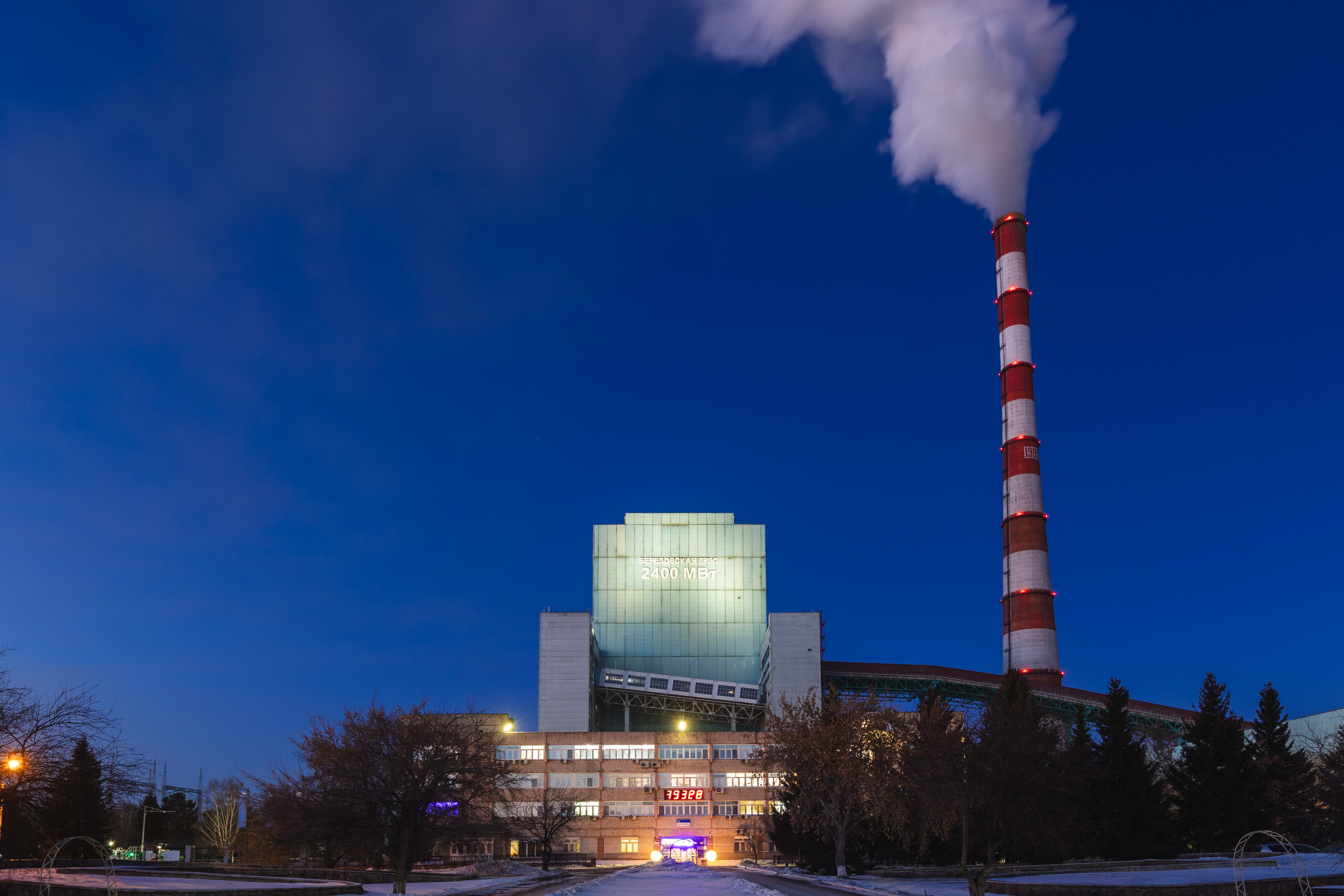
Филиал "Березовская ГРЭС" ПАО "Юнипро"
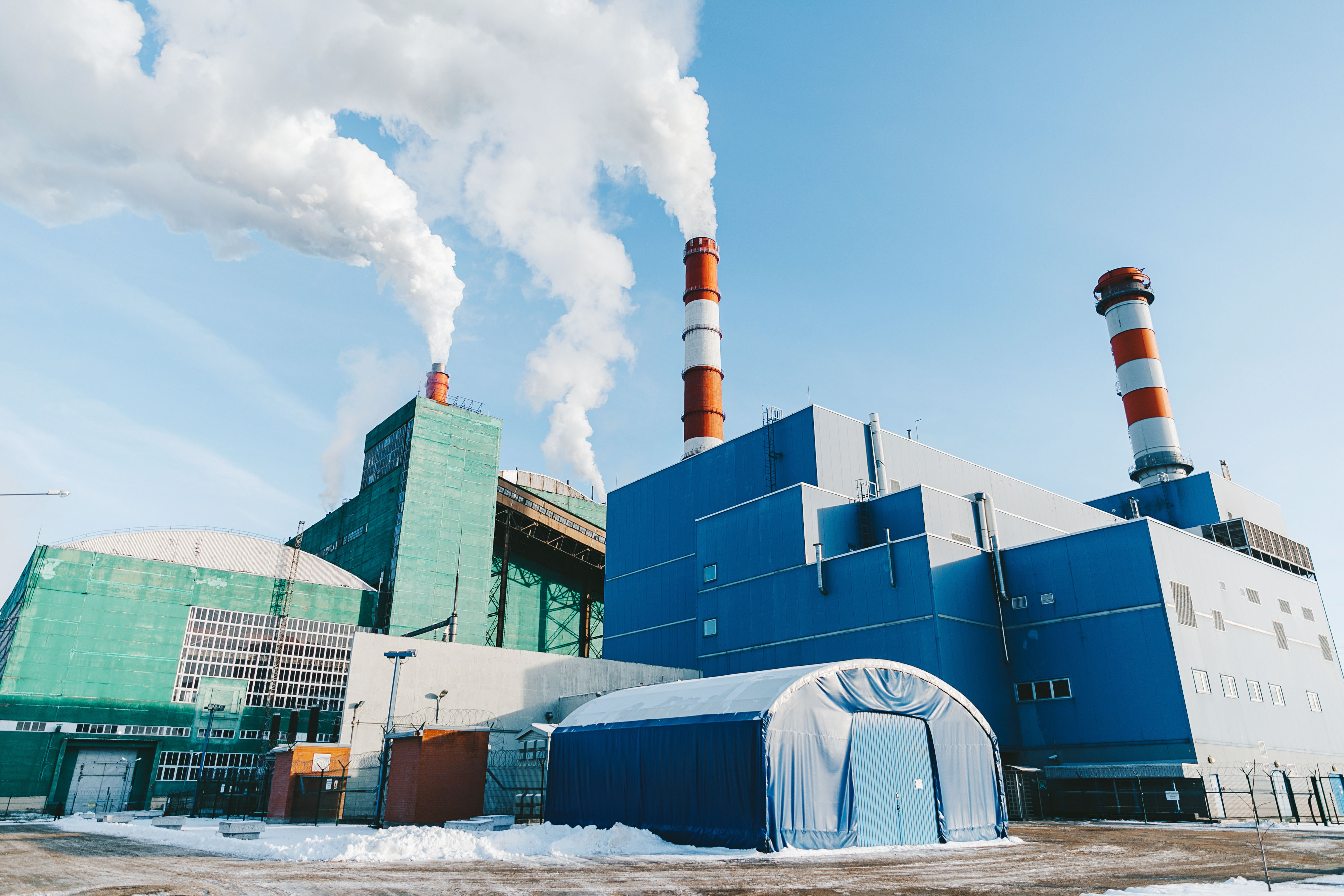
Филиал "Шатурская ГРЭС" ПАО "Юнипро"
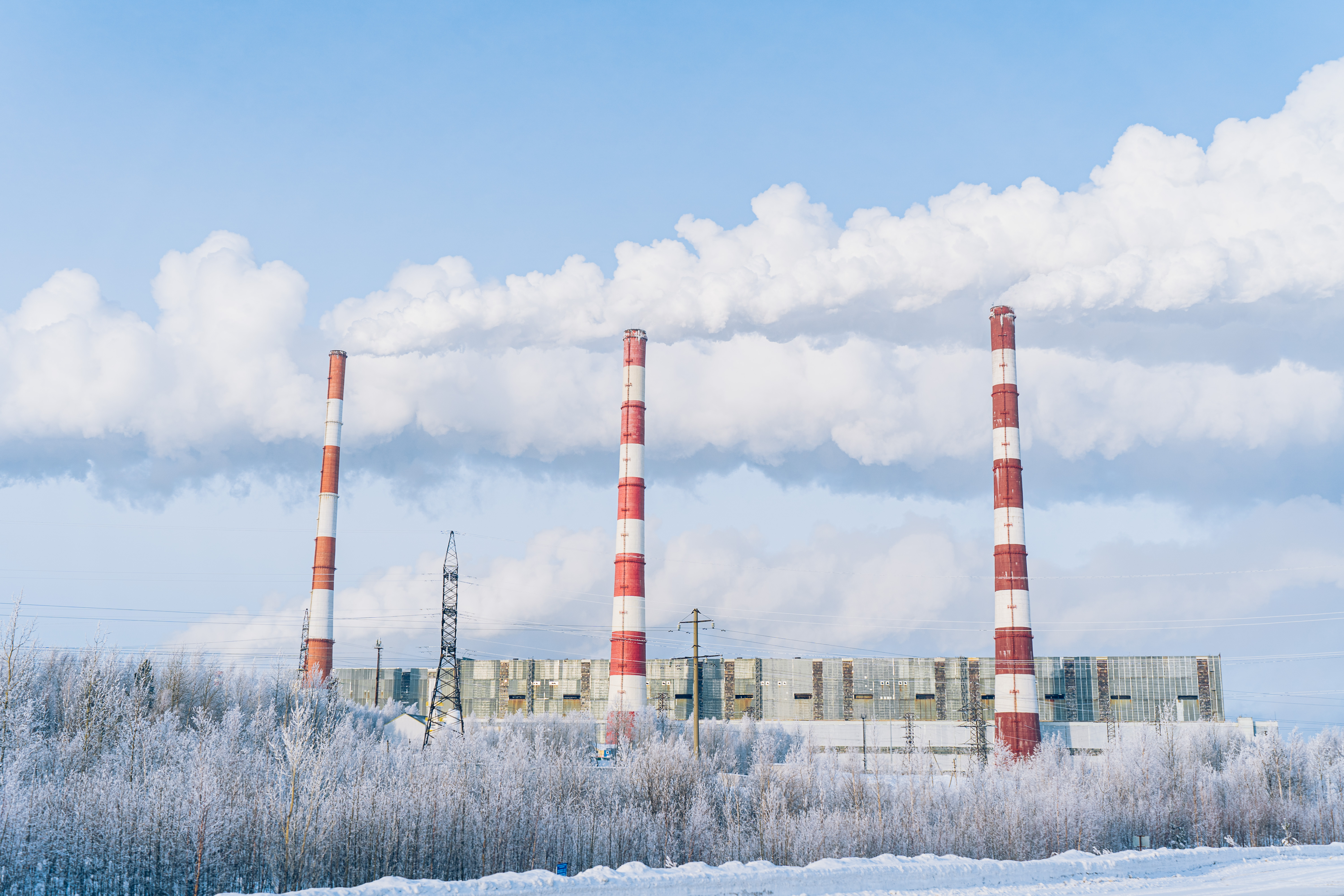
Филиал "Сургутская ГРЭС-2" ПАО "Юнипро"
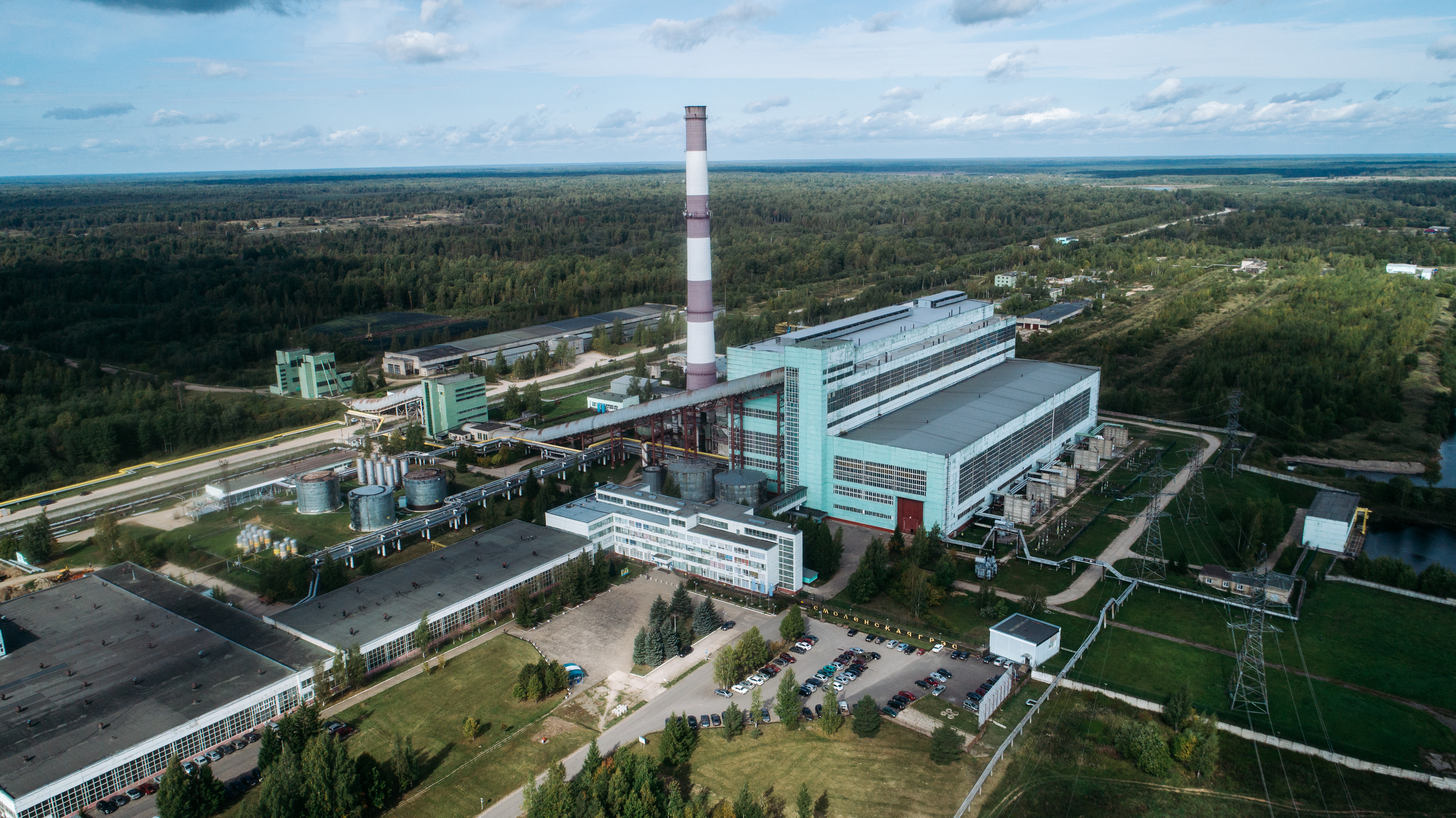
Филиал "Смоленская ГРЭС" ПАО "Юнипро"
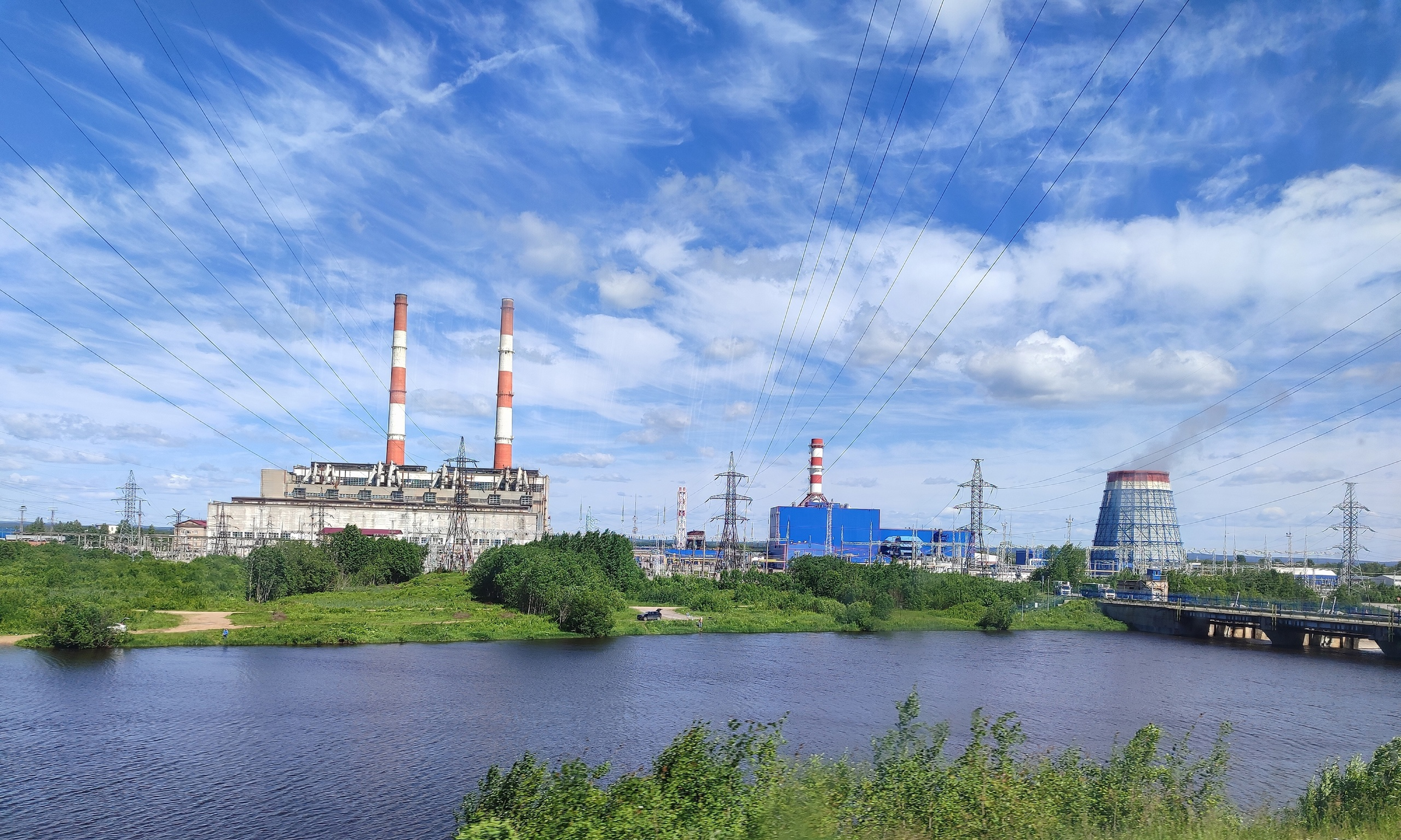
Филиал "Яйвинская ГРЭС" ПАО "Юнипро"